# Velîkodriukove, Bobrîneț
Velîkodriukove (în ucraineană Великодрюкове) este un sat în comuna Cervona Dolîna din raionul Bobrîneț, regiunea Kirovohrad, Ucraina.

## Demografie
Componența lingvistică a localității Velîkodriukove
     Ucraineană (100%)
Conform recensământului din 2001, toată populația localității Velîkodriukove era vorbitoare de ucraineană (100%).